# Ernest Toussaint

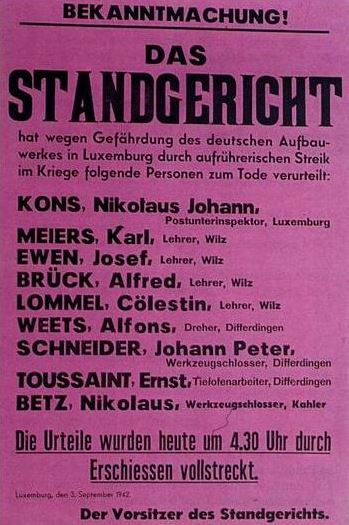
Bekanntgabe des Todesurteils gegen Ernest Toussaint und andere Angeklagte im September 1942

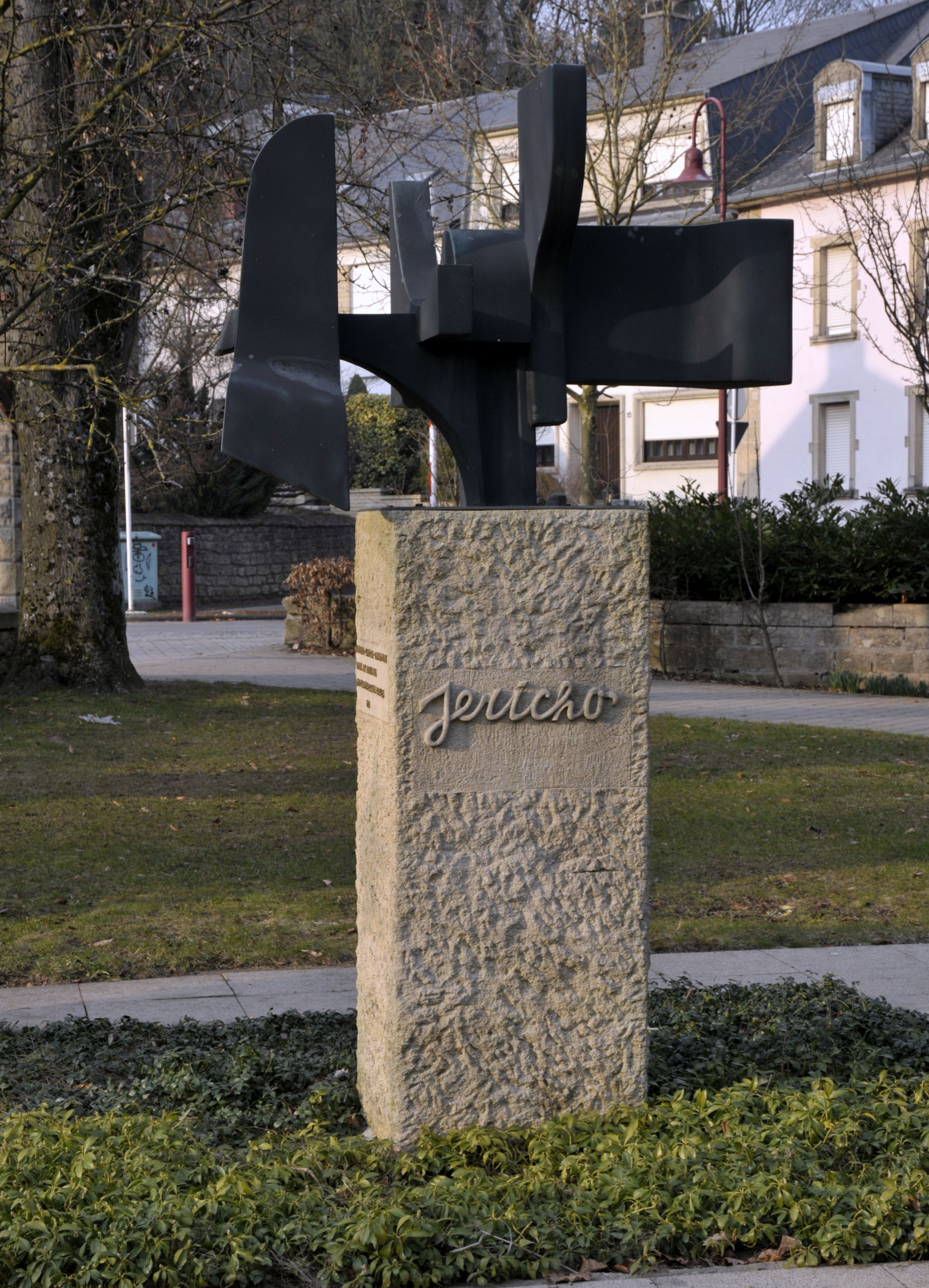
Das Mahnmal Jericho in Rümelingen, auf dem sich auch Toussaints Name befindet

Ernest Toussaint (* 6. März 1908 in Rümelingen; † 3. September 1942 im SS-Sonderlager Hinzert) war ein luxemburgischer Boxer.
1936 startete Ernest Toussaint bei den Olympischen Spielen in Berlin und erreichte in der Gewichtsklasse Schwergewicht das Viertelfinale, wo er gegen den späteren Gewinner der Bronzemedaille, den Norweger Erling Nilsen, verlor. Damit belegte er Platz fünf.
Am 31. August 1942 beteiligte sich Toussaint, der als Tiefofenarbeiter bei der Société des Hauts Fourneaux et Aciéries de Differdange (HADIR) arbeitete, an dem Generalstreik der Luxemburger Bevölkerung gegen die deutsche Besatzung, der sich insbesondere gegen die Zwangsrekrutierung von Luxemburgern zur Wehrmacht richtete. Er stand vor dem Tor der Hüttenwerke und versuchte, die Kollegen davon abzuhalten, zur Arbeit zu gehen. Vier Tage später wurde er, gemeinsam mit 19 weiteren Männern, wegen „Gefährdung des deutschen Aufbauwerkes in Luxemburg durch aufrührerischen Streik im Kriege“ im SS-Sonderlager Hinzert standrechtlich erschossen. Die Familien der Hingerichteten wurden nach Schlesien deportiert. Toussaint soll Angehöriger einer kommunistischen Widerstandsgruppe in Differdange gewesen sein. Fritz Hartmann, der Vorsitzende des Standgerichtes, das Toussaint zum Tode verurteilt hatte, und ehemaliger Gestapo-Chef von Luxemburg, sagte nach dem Krieg vor einem Gericht aus, die Verurteilung von Toussaint habe hauptsächlich auf dessen politischer Einstellung beruht.
Toussaints Name ist unter anderem auf dem Mahnmal Jericho verewigt, das in Rümelingen seit 1981 an die Opfer der NS-Besatzung von Luxemburg erinnert. 1960 wurde er posthum mit dem Ordre de la Résistance ausgezeichnet.